# 2015-ös idlibi offenzíva
A 2015-s idlibi offenzíva a felkelők több, egymást követő akcióját takarja, melyet a szíriai polgárháború alatt Idlib kormányzóságban vittek véghez. Ennek első lépése a központ, Idlib ellen intézett egyik támadás volt.

## Az offenzíva

### Idlibi csata
2015. március 24-én az újonnan megalakult Fattah Hadsereg műveleti központja ("A Felszabadító Hadsereg") három oldalról támadta meg Idlibet. Március 27-én a felkelők behatoltak a városba. Ekkor a település már majdnem teljesen körbe volt kerítve, a kormány csapatai csak két úton tudtak onnan kimenekülni. Négy napnyi harc után a felkelők bevették a várost, és elkezdték Kafaryát és Fu'át ostromolni. A szír hadseregeket a várostól délre átszervezték, és várták a felkelők újabb támadását.
Az idlibi csatában legalább 132 felkelő, 76 katona és 11 civil halt meg. A Hadsereg visszavonulásával további 15 fogvatartottat kivégeztek.

### Támadás Mastouma ellen
Március 28. és 30. között a kormányerők bombázták Idlib városát. Ebben 47 ember, köztük 15 felkelő esett el. A támadáskor a jelentések szerint vegyi fegyvereket is felhasználtak.
Április 2-án a felkelők a visszavonult katonáknak bázist biztosító Mastouma és ennek katonai támaszpontja környékén előre törtek, Másnap az ostromlók három irányból támadtak és tovább nyomultak Mastouma környékén, az éjszaka folyamán pedig megrohamozták a város egyes részeit. A felkelőktől érkező hírek szerint a támadásban Emad Ibrahim dandártábornokot megölték.
Április 4-én a Tigris Erők Arihába érkeztek, hogy segítsék a Mastoumában és környékén a többi erőtől elvágott kormányerőket.
Április 5-re egy kétnapos, teljes területen Mastouma ellen támadó hadművelet után a falu és a katonai tábor elleni támadást a katonaság visszaverte. A felkelők kezdeti előrenyomulása után Mastoumáról a hadsereg úgy nyilatkozott, az egy tervezett csapda volt, ahol körbe tudták keríteni az ellenzéki harcosokat. Innét a felkelőket könnyebben vissza tudták szorítani. Ezután a hadsereg átszervezte a haderejét, és egy stratégiai hegyre összpontosított az első védelmi vonalban, amivel a táborukat akarták megvédeni. Különböző források szerint 50-450 felkelőt öltek meg. Az Emberi Jogok Szír Megfigyelői, egy az ellenzékkel szemben álló szervezet jelentése szerint 6 kormánykatonát öltek meg.

## Következmények

### A kormány ellentámadása
Április 8-án a Tigris Erők speciális egységek vezetésével a hadsereg ellentámadást indított Qameenas és Faylan falvak ellen. Április 10-re sikerült biztosítaniuk az előrenyomulásukat Mastoumába, de a két falu határában megakadt az előrenyomulásuk, mert masszív ellenállással találkoztak a felkelők részéről.
Négy nappal később a Tigris Erők és más alakulatok közösen áttörték a felkelők védelmi vonalát, és elérték Qameenast. Katonai források szerint a Légvédelmi Hírszerző Szolgálat sikeresen lehallgatta az al-Nuszra vezetőségének rádióbeszélgetését. Ez arról szólt, hogy a parancsnokok pánikba estek a védelmi vonalaik áttörése miatt. Nagyjából ekkor a Légierő 51 légi támadást hajtott végre a tartomány különböző helyein.
Április 15-én a hadsereg támadásba lendült Ariha mellett, és Kafr Najd valamint Nahlaya falvakat elfoglalta. A hadsereg már Kurint is elérte, ahol a hatalom átvételekor ütközetre került sor.
Március 28. és április 18. között 349 alkalommal indítottak légi támadást a körzet felkelők kezén lévő központja, Idlib ellen. A támadásban 125 civil és több tucatnyi felkelő esett el. Aznap a milicisták elfoglalták Muqablah falut, így összeköttetést teremtettek az Fayla délkeleti részén lévő Faylan és az NDF harcosaival, április 20-ra pedig elfoglalták a Tell Zahir Al-Mufraq hegyet is. Mivel a központból nem érkezett elegendő utánpótlás, a felkelőknek Kurimból is ki kellett vonulniuk. Öt nappal később a katonai hírforrások arról számolhattak már be, hogy a város a Tigris erő kezén van.

### A felkelők északnyugat-szíriai offenzívája
Április 23-án a felkelők támadást indítottak Idlib kormányzóság de facto központja, Jishr ash-Shugur ellen. A támadás azzal fenyegetett, hogy elvágják a kormány hozzáférését az Idlibet Latakiával összekötő főúthoz. Fontos célpont volt még Mastouma közelében a Téglagyár és Hamá kormányzóságban az Al-Ghaab alföld.